# 1906년 중간 올림픽 조정 남자 해군보트 6인승
1906년 중간 올림픽 조정 남자 해군보트 6인승은 그리스 아테네에서 개최된 1906년 중간 올림픽 조정의 세부 종목이다. 1906년 4월 24일에 제아 만에서 진행되었으며, 2개국에서 24명의 선수가 참가하였다.

## 경기장
| 도시   | 경기장  | 로마자     | 비고    |
| ------ | ------- | ---------- | ------- |
| 아테네 | 제아 만 | Bay of Zea | 전 경기 |

## 경기 결과
| 순위 | 팀                                    | 선수 | 국가           | 기록    | 비고 |
| ---- | ------------------------------------- | ---- | -------------- | ------- | ---- |
| 1    | Marinai della nave da guerra "Varese" | 불명 | 이탈리아 (ITA) | 10:45.0 |      |
| 2    | Life boat naval ship "Spetsai"        | 불명 | 그리스 (GRE)   | 불명    |      |
| 3    | Phalainis ton Thorichtou "Hydra"      | 불명 | 그리스 (GRE)   | 불명    |      |
| 4    | Phalainis ton Thorichtou "Psara"      | 불명 | 그리스 (GRE)   | DNF     |      |

## 메달리스트
| 금             | 은           | 동           |
| 이탈리아 (ITA) | 그리스 (GRE) | 그리스 (GRE) |

## 참고 자료
- (영어) “Rowing at the 1906 Athina Summer Games: Men's 6-Man Naval Rowing Boats”. sports-reference.com. 2014년 2월 18일에 원본 문서에서 보존된 문서. 2011년 1월 15일에 확인함.
- (영어) De Wael, Herman. “Herman's Full Olympians: "Rowing 1906".”. 2013년 9월 21일에 원본 문서에서 보존된 문서. 2011년 1월 15일에 확인함.